# Collegio di Brentford and Isleworth
Brentford and Isleworth è un collegio elettorale situato nella Grande Londra, e rappresentato alla Camera dei comuni del Parlamento del Regno Unito. Elegge un membro del parlamento con il sistema first-past-the-post, ossia maggioritario a turno unico; l'attuale parlamentare è Ruth Cadbury del Partito Laburista, che rappresenta il collegio dal 2015.

## Estensione

Il collegio di Brentford and Isleworth dal 2010 al 2024

- 1974-1983: i ward del borgo londinese di Hounslow di Clifden, Gunnersbury, Homefields, Hounslow Central, Hounslow South, Isleworth North, Isleworth South, Riverside, Spring Grove e Turnham Green.
- 1983-1997: i ward sopra citati, ma con nomi modificati: Brentford Clifden, Chiswick Homefields, Chiswick Riverside, Gunnersbury, Hounslow Central, Hounslow South, Isleworth North, Isleworth South, Spring Grove e Turnham Green.
- 1997-2010: come sopra, più Hounslow West.
- 2010-2024: i ward dello stesso borough: Brentford, Chiswick Homefields, Chiswick Riverside, Hounslow Central, Hounslow Heath, Hounslow South, Isleworth, Osterley and Spring Grove, Syon e Turnham Green.
- dal 2024: i ward del borgo londinese di Hounslow di Brentford East; Brentford West; Heston East; Hounslow Central; Hounslow East; Hounslow Heath; Hounslow South; Isleworth; Osterley and Spring Grove; and Syon and Brentford Lock; il ward di Richmond upon Thames di Whitton.[1]

## Membri del parlamento
| Elezione | Elezione  | Deputato      | Partito      |
| -------- | --------- | ------------- | ------------ |
|          | Feb 1974  | Barney Hayhoe | Conservatore |
| 1992     | Nirj Deva | Conservatore  |              |
|          | 1997      | Ann Keen      | Laburista    |
|          | 2010      | Mary Macleod  | Conservatore |
|          | 2015      | Ruth Cadbury  | Laburista    |

## Elezioni

### Elezioni negli anni 2020
| Partito                    | Partito                                | Candidato                  | Risultati 4 luglio 2024 | Risultati 4 luglio 2024 |
| Partito                    | Partito                                | Candidato                  | Voti                    | %                       |
| -------------------------- | -------------------------------------- | -------------------------- | ----------------------- | ----------------------- |
|                            | Laburista                              | Ruth Cadbury               | 20 007                  | 44,21                   |
|                            | Conservatore                           | Laura Blumenthal           | 10 183                  | 22,50                   |
|                            | Verdi                                  | Freya Summersgill          | 4 029                   | 8,90                    |
|                            | Reform UK                              | David Kerr                 | 3 940                   | 8,71                    |
|                            | Lib Dem                                | Kuldev Sehra               | 3 863                   | 8,54                    |
|                            | Workers                                | Nisar Malik                | 2 746                   | 6,07                    |
|                            | Indipendente                           | Zebunisa Rao               | 486                     | 1,07                    |
|                            |                                        |                            |                         |                         |
| Iscritti                   | Iscritti                               | Iscritti                   | 79 283                  | 100,00                  |
| ↳ Votanti (% su iscritti)  | ↳ Votanti (% su iscritti)              | ↳ Votanti (% su iscritti)  | 45 254                  | 57,08                   |
| ↳ Astenuti (% su iscritti) | ↳ Astenuti (% su iscritti)             | ↳ Astenuti (% su iscritti) | 34 029                  | 42,92                   |
|                            |                                        |                            |                         |                         |
|                            | Esito: collegio confermato a Laburista |                            |                         |                         |

### Elezioni negli anni 2010
| Partito                    | Partito                                | Candidato                  | Risultati 12 dicembre 2019 | Risultati 12 dicembre 2019 |
| Partito                    | Partito                                | Candidato                  | Voti                       | %                          |
| -------------------------- | -------------------------------------- | -------------------------- | -------------------------- | -------------------------- |
|                            | Laburista                              | Ruth Cadbury               | 29 266                     | 50,18                      |
|                            | Conservatore                           | Seena Shah                 | 18 752                     | 32,15                      |
|                            | Lib Dem                                | Helen Cross                | 7 314                      | 12,54                      |
|                            | Verdi                                  | Daniel Goldsmith           | 1 829                      | 3,14                       |
|                            | Brexit                                 | Lucy O'Sullivan            | 1 165                      | 2,00                       |
|                            |                                        |                            |                            |                            |
| Iscritti                   | Iscritti                               | Iscritti                   | 85 775                     | 100,00                     |
| ↳ Votanti (% su iscritti)  | ↳ Votanti (% su iscritti)              | ↳ Votanti (% su iscritti)  | 58 326                     | 68,00                      |
| ↳ Astenuti (% su iscritti) | ↳ Astenuti (% su iscritti)             | ↳ Astenuti (% su iscritti) | 27 449                     | 32,00                      |
|                            |                                        |                            |                            |                            |
|                            | Esito: collegio confermato a Laburista |                            |                            |                            |

| Partito                    | Partito                                | Candidato                  | Risultati 8 giugno 2017 | Risultati 8 giugno 2017 |
| Partito                    | Partito                                | Candidato                  | Voti                    | %                       |
| -------------------------- | -------------------------------------- | -------------------------- | ----------------------- | ----------------------- |
|                            | Laburista                              | Ruth Cadbury               | 35 364                  | 57,38                   |
|                            | Conservatore                           | Mary Macleod               | 23 182                  | 37,62                   |
|                            | Lib Dem                                | Joseph Bourke              | 3 083                   | 5,00                    |
|                            |                                        |                            |                         |                         |
| Iscritti                   | Iscritti                               | Iscritti                   | 85 164                  | 100,00                  |
| ↳ Votanti (% su iscritti)  | ↳ Votanti (% su iscritti)              | ↳ Votanti (% su iscritti)  | 61 629                  | 72,37                   |
| ↳ Astenuti (% su iscritti) | ↳ Astenuti (% su iscritti)             | ↳ Astenuti (% su iscritti) | 23 535                  | 27,63                   |
|                            |                                        |                            |                         |                         |
|                            | Esito: collegio confermato a Laburista |                            |                         |                         |

| Partito                    | Partito                                           | Candidato                  | Risultati 7 maggio 2015 | Risultati 7 maggio 2015 |
| Partito                    | Partito                                           | Candidato                  | Voti                    | %                       |
| -------------------------- | ------------------------------------------------- | -------------------------- | ----------------------- | ----------------------- |
|                            | Laburista                                         | Ruth Cadbury               | 25 096                  | 43,76                   |
|                            | Conservatore                                      | Mary Macleod               | 24 631                  | 42,94                   |
|                            | UKIP                                              | Richard Hendron            | 3 203                   | 5,58                    |
|                            | Lib Dem                                           | Joseph Bourke              | 2 305                   | 4,02                    |
|                            | Verdi                                             | Daniel Goldsmith           | 2 120                   | 3,70                    |
|                            |                                                   |                            |                         |                         |
| Iscritti                   | Iscritti                                          | Iscritti                   | 84 602                  | 100,00                  |
| ↳ Votanti (% su iscritti)  | ↳ Votanti (% su iscritti)                         | ↳ Votanti (% su iscritti)  | 57 355                  | 67,79                   |
| ↳ Astenuti (% su iscritti) | ↳ Astenuti (% su iscritti)                        | ↳ Astenuti (% su iscritti) | 27 247                  | 32,21                   |
|                            |                                                   |                            |                         |                         |
|                            | Esito: collegio passa da Conservatore a Laburista |                            |                         |                         |

| Partito                    | Partito                                           | Candidato                  | Risultati 6 maggio 2010 | Risultati 6 maggio 2010 |
| Partito                    | Partito                                           | Candidato                  | Voti                    | %                       |
| -------------------------- | ------------------------------------------------- | -------------------------- | ----------------------- | ----------------------- |
|                            | Conservatore                                      | Mary Macleod               | 20 022                  | 37,24                   |
|                            | Laburista                                         | Ann Keen                   | 18 064                  | 33,60                   |
|                            | Lib Dem                                           | Andrew S. Dakers           | 12 718                  | 23,65                   |
|                            | UKIP                                              | Jason D. Hargreaves        | 863                     | 1,61                    |
|                            | Verdi                                             | John G. Hunt               | 787                     | 1,46                    |
|                            | BNP                                               | Paul Winnett               | 704                     | 1,31                    |
|                            | Democratici                                       | David B. Cunningham        | 230                     | 0,43                    |
|                            | Cristiano                                         | Aamir J. Bhatti            | 210                     | 0,39                    |
|                            | Popoli Cristiani                                  | Evangeline Pillai          | 99                      | 0,18                    |
|                            | Indipendente                                      | Teresa M. Vanneck-Surplice | 68                      | 0,13                    |
|                            |                                                   |                            |                         |                         |
| Iscritti                   | Iscritti                                          | Iscritti                   | 83 546                  | 100,00                  |
| ↳ Votanti (% su iscritti)  | ↳ Votanti (% su iscritti)                         | ↳ Votanti (% su iscritti)  | 53 765                  | 64,35                   |
| ↳ Astenuti (% su iscritti) | ↳ Astenuti (% su iscritti)                        | ↳ Astenuti (% su iscritti) | 29 781                  | 35,65                   |
|                            |                                                   |                            |                         |                         |
|                            | Esito: collegio passa da Laburista a Conservatore |                            |                         |                         |

### Elezioni negli anni 2000
| Partito                    | Partito                                | Candidato                  | Risultati 5 maggio 2005 | Risultati 5 maggio 2005 |
| Partito                    | Partito                                | Candidato                  | Voti                    | %                       |
| -------------------------- | -------------------------------------- | -------------------------- | ----------------------- | ----------------------- |
|                            | Laburista                              | Ann Keen                   | 18 329                  | 39,83                   |
|                            | Conservatore                           | Alexander B. Northcote     | 13 918                  | 30,25                   |
|                            | Lib Dem                                | Andrew S. Dakers           | 10 477                  | 22,77                   |
|                            | Verdi                                  | John G. Hunt               | 1 652                   | 3,59                    |
|                            | Community Group                        | Philip Andrews             | 1 118                   | 2,43                    |
|                            | Fronte Nazionale                       | Michael R. Stoneman        | 523                     | 1,14                    |
|                            |                                        |                            |                         |                         |
| Iscritti                   | Iscritti                               | Iscritti                   | 88 236                  | 100,00                  |
| ↳ Votanti (% su iscritti)  | ↳ Votanti (% su iscritti)              | ↳ Votanti (% su iscritti)  | 46 017                  | 52,15                   |
| ↳ Astenuti (% su iscritti) | ↳ Astenuti (% su iscritti)             | ↳ Astenuti (% su iscritti) | 42 219                  | 47,85                   |
|                            |                                        |                            |                         |                         |
|                            | Esito: collegio confermato a Laburista |                            |                         |                         |

| Partito                    | Partito                                | Candidato                  | Risultati 7 giugno 2001 | Risultati 7 giugno 2001 |
| Partito                    | Partito                                | Candidato                  | Voti                    | %                       |
| -------------------------- | -------------------------------------- | -------------------------- | ----------------------- | ----------------------- |
|                            | Laburista                              | Ann Keen                   | 23 275                  | 52,29                   |
|                            | Conservatore                           | Timothy Mack               | 12 957                  | 29,11                   |
|                            | Lib Dem                                | Gareth Hartwell            | 5 994                   | 13,47                   |
|                            | Verdi                                  | Nicholas Ferriday          | 1 324                   | 2,97                    |
|                            | UKIP                                   | Gerald Ingram              | 412                     | 0,93                    |
|                            | Alleanza Socialista                    | Daniel Faith               | 408                     | 0,92                    |
|                            | Indipendente                           | Asa Khaira                 | 144                     | 0,32                    |
|                            |                                        |                            |                         |                         |
| Iscritti                   | Iscritti                               | Iscritti                   | 82 878                  | 100,00                  |
| ↳ Votanti (% su iscritti)  | ↳ Votanti (% su iscritti)              | ↳ Votanti (% su iscritti)  | 44 514                  | 53,71                   |
| ↳ Astenuti (% su iscritti) | ↳ Astenuti (% su iscritti)             | ↳ Astenuti (% su iscritti) | 38 364                  | 46,29                   |
|                            |                                        |                            |                         |                         |
|                            | Esito: collegio confermato a Laburista |                            |                         |                         |

## Risultati dei referendum

### Referendum sulla permanenza del Regno Unito nell'Unione europea del 2016
|             | Collegio                | Lasciare UE % | Rimanere in UE % |
| ----------- | ----------------------- | ------------- | ---------------- |
|             | Brentford and Isleworth | 43,3%         | 56,7%            |
|             | Inghilterra             | 53,3%         | 46,7%            |
| Regno Unito | 51,9%                   | 48,1%         |                  |